# 奥州市立藤里小学校
奥州市立藤里小学校（おうしゅうしりつ ふじさとしょうがっこう）は、岩手県奥州市江刺にあった公立小学校。2022年度を以って奥州市立岩谷堂小学校への統合に伴い、閉校した。

## 沿革
- 1873年（明治6年）
  - 6月 - 藤里字清水柳の円通寺にて、横瀬小学校が開校[2][1]。
  - 10月 - 藤里字前村の飯森屋敷にて、浅井小学校が開校[2]。
- 時期不明 - 横瀬小学校は「横瀬尋常高等小学校」に、浅井小学校は「浅井尋常小学校」に改称[3]。
- 1917年（大正6年）- 2校を統合し、「藤里尋常高等小学校」に改称[1]。浅井尋常小学校は「前村分教場」に移行[2]。
- 1925年（大正14年）- 現在地に移転し、新校舎を落成[4]。前村分教場を統合[2]。
- 1941年（昭和16年）4月 - 国民学校令施行に伴い、「藤里国民学校」に改称。
- 1947年（昭和22年）4月 - 学校教育法施行に伴い、「藤里村立藤里小学校」に改称[2]。
- 1955年（昭和30年）2月10日 - 町村合併に伴い、所在地が江刺町藤里となり「江刺町立」に改称[2]。
- 1957年（昭和32年）- 木造の新校舎を落成[2]。
- 1958年（昭和33年）
  - 11月3日 - 市制施行に伴い、所在地が江刺市藤里となり「江刺市立」に改称[2]。
  - 学校林を設置。学校給食を開始[2]。
- 1967年（昭和42年）- 特殊学級を設置。給水施設を落成[2]。
- 1969年（昭和44年）- 給食施設の廃止に伴い、中央調理場提供へ移行[2]。
- 1978年（昭和53年）
  - 3月31日 - 隣接する進学先の江刺市立藤里中学校が閉校[5]。
  - 6月12日 - 1978年宮城県沖地震により各所が被災[2]。
- 1980年（昭和55年）- 新校舎を落成し、記念事業を開催。藤里中学校の学校林を継承[6][2]。
- 1984年（昭和59年）- 掲揚塔を設置[2]。
- 1987年（昭和62年）- 鳥小屋を落成[2]。
- 1989年（平成元年）- 理科観察園を落成[2]。
- 1991年（平成3年）- 体育館を改築。特殊学級を廃止[7]。
- 1992年（平成4年）- 体育館落成記念式典を挙行[2]。
- 1993年（平成5年）- 学校田を廃止し、畑（藤の実農園）を設置[7][2]。
- 1994年（平成6年）- 焼却炉を設置[7]。
- 2001年（平成13年）- 新プールを落成[2]。
- 2002年（平成14年）-「11月10日」を開校記念日に制定[7]。
- 2004年（平成16年）- コンピュータ室を改修。藤の実農園（学校畑）をプールの南側に設置[2]。
- 2006年（平成18年）2月20日 - 市町村合併に伴い、所在地が奥州市江刺区藤里となり「奥州市立」に改称[1][8]。
- 2011年（平成23年）
  - 3月11日 - 東北地方太平洋沖地震により各所が被災[7][9]。
  - 東日本大震災により被災した、大船渡市立蛸ノ浦小学校（大船渡市赤崎町）を数年間支援[7]。
- 2015年（平成27年）- 新校旗を制定。鳥小屋を解体[7]。
- 2018年（平成30年）4月1日 - 地域自治区の廃止に伴い、所在地が奥州市江刺藤里に変更[8]。
- 2021年（令和3年）3月 - 奥州市教育委員会が「奥州市学校再編計画」を策定し、2022年度末での統廃合が決定[10]。
- 2022年（令和4年）11月22日 - 閉校式を挙行[1]。
- 2023年（令和5年）
  - 3月18日 - 卒業式・思い出を語る会を挙行[11]。
  - 3月31日 - 奥州市立岩谷堂小学校（奥州市江刺岩谷堂）への統合に伴い、閉校[1][12]。

## 学校目標

### 教育目標
- よく考える子
- 心豊かな子
- たくましい子

出典：

## 付属施設
主な施設のみ掲載。
- 体育館 - 校舎と接続
- 屋外プール
- 校庭
- 学校林
- 藤の実農園（学校畑）[2]

## 児童・学級数
2000年度以降は毎年度、児童数と学級数を掲載。
| 年度                                          | 児童数  | 増減  | 学級数 | 増減 | 出典   | 備考             |
| --------------------------------------------- | ------- | ----- | ------ | ---- | ------ | ---------------- |
| 1931（昭和6）年度                             | 486     |       | 8      |      | [ 15 ] | 高等科含む       |
| 1937（昭和12）年度                            | 495     | 9     | 10     | 2    | [ 16 ] | 高等科含む       |
| 1938（昭和13）年度                            | 502     | 7     | 10     | 0    | [ 17 ] | 高等科含む       |
| 1939（昭和14）年度                            | 541     | 39    | 10     | 0    | [ 18 ] | 高等科含む       |
| 1940（昭和15）年度                            | 554     | 13    | 10     | 0    | [ 19 ] | 高等科含む       |
| 1948（昭和23）年度                            | 474     | －80  | 12     | 2    | [ 20 ] |                  |
| 1949（昭和24）年度                            | 452     | －22  | 12     | 0    | [ 21 ] |                  |
| 1950（昭和25）年度                            | 431     | －21  | 12     | 0    | [ 22 ] |                  |
| 1951（昭和26）年度                            | 432     | 1     | 12     | 0    | [ 23 ] |                  |
| 1952（昭和27）年度                            | 424     | －8   | 12     | 0    | [ 24 ] |                  |
| 1953（昭和28）年度                            | 430     | 6     | 12     | 0    | [ 25 ] | 開校80周年       |
| 1954（昭和29）年度                            | 433     | 3     | 12     | 0    | [ 26 ] |                  |
| 2000（平成12）年度                            | 122     | －311 | 6      | －6  | [ 27 ] |                  |
| 2001（平成13）年度                            | 109     | －13  | 6      | 0    | [ 28 ] |                  |
| 2002（平成14）年度                            | 116     | 7     | 6      | 0    | [ 29 ] |                  |
| 2003（平成15）年度                            | 106     | －10  | 6      | 0    | [ 30 ] | 開校130周年      |
| 2004（平成16）年度                            | 101     | －5   | 6      | 0    | [ 31 ] |                  |
| 2005（平成17）年度                            | 92（1） | －9   | 7（1） | 0    | [ 32 ] | 特別支援学級設置 |
| 2006（平成18）年度                            | 91（2） | －1   | 7（1） | 0    | [ 33 ] |                  |
| 2007（平成19）年度                            | 80（3） | －11  | 7（1） | 0    | [ 34 ] | 統合90周年       |
| 2008（平成20）年度                            | 74（3） | －6   | 7（1） | 0    | [ 35 ] |                  |
| 2009（平成21）年度                            | 74（2） | 0     | 7（1） | 0    | [ 36 ] |                  |
| 2010（平成22）年度                            | 71（2） | －3   | 7（1） | 0    | [ 37 ] |                  |
| 2011（平成23）年度                            | 62（2） | －9   | 7（1） | 0    | [ 38 ] |                  |
| 2012（平成24）年度                            | 66（1） | 4     | 7（1） | 0    | [ 39 ] |                  |
| 2013（平成25）年度                            | 70      | 4     | 6      | －1  | [ 39 ] | 開校140周年      |
| 2014（平成26）年度                            | 63      | －7   | 6      | 0    | [ 39 ] |                  |
| 2015（平成27）年度                            | 59      | －4   | 6      | 0    | [ 39 ] |                  |
| 2016（平成28）年度                            | 62      | 3     | 5      | 0    | [ 39 ] | 複式学級設置     |
| 2017（平成29）年度                            | 62（2） | 0     | 6（1） | 1    | [ 39 ] | 統合100周年      |
| 2018（平成30）年度                            | 53（2） | －9   | 5（1） | －1  | [ 39 ] |                  |
| 2019（令和元）年度                            | 46（2） | －7   | 5（1） | 0    | [ 39 ] |                  |
| 2020（令和2）年度                             | 36      | －10  | 4      | －1  | [ 39 ] |                  |
| 2021（令和3）年度                             | 33      | －3   | 3      | －1  | [ 39 ] |                  |
| 2022（令和4）年度                             | 29（1） | －4   | 4（1） | 1    | [ 39 ] | 閉校             |
| ※児童数・学級数内の（）は特別支援児童・学級数 |         |       |        |      |        |                  |

## 学区
- 奥州市江刺藤里
  - 藤里第1区 - 第6区、第8区
  - 藤里第7区（一部）
- 奥州市江刺玉里
  - 玉里第7区（一部）

出典：

## 進学先の中学校
- 江刺市立藤里中学校（奥州市江刺藤里）- 1977年度以前[5]
- 奥州市立江刺南中学校（奥州市江刺藤里）- 1978年度から2021年度[41][5]
- 奥州市立江刺第一中学校（奥州市江刺岩谷堂）- 2022年度[40]

## アクセス
県道156号沿い、藤里地区センター（旧：江刺市立藤里中学校）そばに位置していた。

### バス
- 「藤里」バス停（奥州市営バス）から徒歩で約1分

### 自動車
- 県道156号・県道251号の交差点（藤里字向畑）から県道156号経由で約3分
- 国道397号・市道の交差点（藤里字沢田）から市道経由で約3分

## 周辺
- 県道156号
- 藤里郵便局
- 奥州市 藤里地区センター